# Istoriya Slavyanobolgarskaya

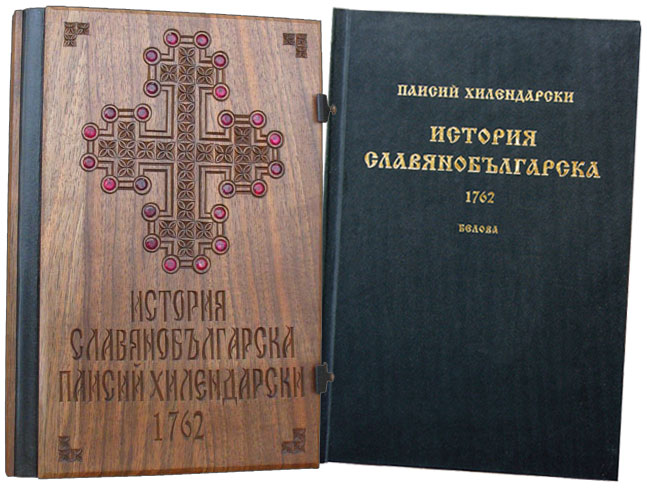
A edição de aniversário de 2012.

A Istoriya Slavyanobolgarskaya marca o despertar nacional da Bulgária no contexto da Iluminismo.
Sua criação em 1762 é geralmente aceita como o início do processo histórico, cujas marcas são notadas desde o início do século XVIII. Com esta própria historiografia, o espírito búlgaro no Império Otomano é despertado por causa da gloriosa história da Bulgária.
Compilado em manuscrito por Paísio de Hilendar e copiado de mão em mão até a década de 1840, quando foi retrabalhado e reimpresso (1844). Hoje, cerca de 70 exemplares estão preservados, que ficam armazenados em museus e bibliotecas.